# Комнини
Комнини (на гръцки: Κομνηνός, Κομνηνοί) е византийска (1057 – 1059; 1081 – 1185) и трапезундска (1204 – 1463) императорска династия. Етимологията на родовото име се свързва с факта, че през 11-ти век представители на фамилията са притежавали владения в близост до градчето Комна в Източна Тракия.

## Императори на Византия (1057 – 1059; 1081 – 1185)

### Исак I Комнин (1057 – 1059)
Първият известен Комнин – Исак (*ок. 935/940), има двама синове: Мануил Еротик Комнин (ок. 955/960 – 1020) и Никифор (ок. 970 – сл. 1026), протоспатарий и съветник на император Василий II, умрял неженен. Съгласно семейната традиция Мануил става военачалник във византийската армия, като през 978 г. защитава Никея от Варда Склир, а след това получава поста префект на Изтока. От съпругата си Мария Мануил Еротик има двама синове: бъдещия василевс Исак I Комнин (ок. 1007 – 31.5.1061) и Йоан (ок. 1015 – 1067) куропалат и доместик на схолите.
Създал си авторитет като военачалник Исак I Комнин е провъзгласен за император на Византия на 1 септември 1057 г., след успеха на оглавения от него бунт срещу Михаил VI Стратиот. Той се стреми да ограничи посегателствата на аристократите спрямо свободата на селяните, да укрепи законността и да реорганизира византийската армия. Енергичните му мерки настройват срещу него знатните в империята начело с патриарх Михаил I Керуларий. Независимо от успехите си срещу селджукските турци в Мала Азия и печенегите на север, императорът не разполага с подкрепата на столичното население. Изолацията, в която се намира, както и тежкото му заболяване, го принуждават на 25 декември 1059 г. да се откаже от короната в полза на своя приятел Константин X Дука. Умира в манастир през 1061 г. От брака си през 1018 г. с Екатерина, дъщеря на българския цар Иван Владислав, Исак I Комнин има две деца: Мануил (ок. 1030 – пр. 1057) и Мария, станала монахиня.
Императорският брат Йоан Комнин остава сред влиятелните сановници и по времето на управлението на Константин X Дука. Негова съпруга е Анна Даласина, от която има осем деца:
- Мануил (ок. 1045 – 1071), велик доместик на Анатолия, женен за родственица на император Роман IV Диоген;
- Мария (ок. 1047 – сл. 1094), омъжена за Михаил Таронит;
- Исак (ок. 1050 – 1102/04), взема активно участие в преврата срещу Никифор III Вотаниат (1081), за заслугите си получава създадената в негова чест титла „севастократор“, втора по ранг след императорската. Женен е (1071) за Ирина Аланска, от която има осем деца;
- Евдокия (ок. 1052 – пр. 1136), омъжена за Никифор Мелисин;
- Теодора (ок. 1054 – пр. 1136), омъжена за Константин Диоген, син на император Роман IV Диоген;
- Алексий I Комнин (ок. 1057 – 16.7.1118), бъдещ император на Византия;
- Адриан (ок. 1060 – 1105), велик доместик, женен за Зоя, дъщеря на император Константин X Дука;
- Никифор (ок. 1062 – сл. 1136), велик друнгарий.[3]

### Алексий I Комнин (1081 – 1118)
Родът Комнини достига своето могъщество през 1081 г., когато Алексий I, третият син на Йоан Комнин, отстранява от власт своя родственик Никифор III Вотаниат и заема императорския престол на Византия (1081 – 1181). Алексий I е изправен пред многобройни проблеми, довели ромейската империя до жалко състояние при управлението на неговите предшественици. Сериозно застрашени са границите на Византия: селджукските турци са завзели почти цяла Мала Азия, от север настъпват печенегите, а от запад – норманските рицари от Южна Италия. Независимо от критичната ситуация василевсът съумява да използва блестящо качествата си на дипломат и военачалник, за да се справи последователно с всичките си врагове. С помощта на венецианския флот византийците нанасят редица поражения на норманите, които са принудени да се оттеглят от Балканския полуостров (1085). През 1092 г. Алексий I разгромява печенегите в Тракия, след което те преустановяват задълго нападенията си по дунавските граници на империята. Най-опасният враг на Византия от изток – Селджукският султанат, в края на 11-ти век започва да губи вътрешното си единство. По това време пред Константинопол пристигат войските на Първия кръстоносен поход, на чиито предводители Алексий I успява да наложи васална клетва. Благодарение на кръстоносците на ромейската империя са върнати повечето загубени нейни територии в Мала Азия. Вътрешнополитическите успехи на владетеля довеждат до постепенното възстановяване на византийското могъщество.
От брака си през 1077 г. с Ирина (ок. 1066 – 1133/36), дъщеря на доместика Андроник Дука, Алексий I има девет деца, седем от които доживяват пълнолетие:
- Анна Комнина (1083 – сл. 1148), омъжена за кесаря Никифор Вриений;
- Мария (1085 – сл. 1136), омъжена за Никифор Евфорвин (†пр. 1130);
- Йоан II Комнин (13.9.1087 – 8.4.1143), следващ император на Византия;
- Андроник Комнин (1091 – 1130/31), севастократор;
- Исак Комнин (ок. 1093 – 1130/31), севастократор, женен за Ирина, дъщеря на княз Володар Ростиславович, от която има четири деца:
  - Мария, омъжена за Йосиф Вриений;
  - Анна, омъжена за Йоан Арвандин;
  - Йоан Комнин Челеби (1114 – ок. 1145), бяга при емира на Кападокия и остава при селджуките до края на живота си;
  - Андроник I Комнин (1120 – 12.9.1185), бъдещ император на Византия;
- Евдокия (1094 – 1130/31), омъжена за Михаил Ясит;
- Теодора (1096 – сл. 1124), омъжена за Константин Ангел.[3]

### Йоан II Комнин (1118 – 1143)
Алексий I Комнин умира, като оставя неуреден въпроса за престолонаследието. Борбата за короната печели най-големия му син Йоан II (1118 – 1143), наречен справедливо „най-великия от Комнините“. Новият император разширява границите на византийското влияние чрез многобройни победоносни войни. Той осигурява спокойствие по дунавските граници, като нанася съкрушително поражение на печенегите през 1122 г. и разпръсква остатъците от тях из балканските си владения. Следва покоряването на сръбското княжество Рашка (1124), а през 1128 г. византийските войски отблъскват натиска на унгарците от северозапад. С успех се увенчават и походите на василевса срещу селджукските турци, някои от които са организирани съвместно с рицарите кръстоносци, като Византия си възвръща нови земи в Мала Азия.
Йоан II нарушава дългогодишната традиция, която повелява византийските императори да вземат за съпруги единствено представителки на местната аристокрация. Мирът с Унгария е осигурен чрез брака му през 1104 г. с Ирина (Пирошка) (†1133), дъщеря на крал Ласло I, от която има осем деца:
- Алексий Комнин (1106 – ок. 1142), близнак с Мария, съимператор, но умира преди баща си, женен за Зоя, дъщеря на великия киевски княз Мстислав Владимирович, от която няма деца;
- Мария (1106 – 1143/55), омъжена за кесаря Йоан Рогерий Даласин;
- Андроник Комнин (1108/09 – 1142), женен (1122) за Ирина, дъщеря на великия киевски княз Мстислав Владимирович, от която има пет деца (Мария, Евдокия, Йоан, Алексий и Теодора)
- Анна (*1110), омъжена за паниперсеваст Стефан Кондостефан;
- Исак Комнин (1115 – 1154/74), севастократор, женен за Теодора, от която има пет дъщери (Теодора, Мария, Ирина, Евдокия и Анна);
- Теодора (*1116), омъжена за Мануил Анема;
- Евдокия (*1119), омъжена за Теодор Ватаци;
- Мануил I Комнин (1122 – 24.9.1180), следващ император на Византия.[3]

### Мануил I Комнин (1143 – 1180) и Алексий II Комнин (1180 – 1183)
Управлението на Мануил I Комнин (1143 – 1180), най-малкия син на Йоан II Комнин, но предпочетен от него за наследник, е свързано с последните опити на Византия да запази своята хегемония в Източното Средиземноморие. При този образован владетел в константинополския двор навлизат широко западноевропейските рицарски обичаи и норми на поведение, но въпреки това той успява да възроди, макар и за кратко, идеята за възстановяването на древната Юстинианова империя. Първоначално Мануил I се задоволява да продължи балканската политика на своя баща, насочена към ограничаване нападенията на номадските народи по дунавската граница и възпиране на агресивните намерения на Унгария. В това отношение завоюва сериозни успехи и за няколко десетилетия налага византийската власт над Хърватско и Далмация. Успехите главозамайват императора и той предприема една продължителна, скъпоструваща и в крайна сметка неуспешна кампания за завладяването на Южна Италия. Тази негова инициатива се проваля през 1157 г. и обременява твърде тежко държавната хазна. След това Мануил I насочва вниманието си към Близкия Изток, като принуждава местните латински владетели да се признаят за негови васали. Подобна клетва след дълга съпротива е принуден да даде и жупан Стефан Неманя, владетел на Рашка. Византия обаче не е в състояние да издържи финансово на огромното напрежение, предизвикано от военната политика на императора. В битката при Мариокефалон (1176) селджукските турци нанасят катастрофално поражение на императорската армия и във Византия дълго време се усещат последиците от този разгром. Загубата се отразява и върху психиката на Мануил I, който прекарва последните години от живота си отдаден на окултни занимания, далеч от тържавните дела.
Първата съпруга (1146) на императора, Берта (†1158), получила във Византия името Ирина, е дъщеря на граф Беренгар I фон Зулцбах и племенница на германския император Конрад III. Тя е майка на първородната му дъщеря Мария (1149 – 1183), омъжена първо (1163, развод 1169) за унгарския крал Бела III, а след това (1179) за маркиз Рение Монфератски (1163 – 1182), приет в константинополския двор и преминал в лоното на православието под името Йоан. След смъртта на Берта, Мануил I взема за съпруга през 1161 г. Мария (1145 – 1182), дъщеря на антиохийския латински владетел Раймон дьо Поатие. от този брак се ражда следващия император Алексий II Комнин (10.9.1167 – 24.9.1183). Тъй като е все още малолетен, Алексий II се намира първоначално под опеката на своята майка. Той е сгоден (1180) за Агнес (1171 – 1240), дъщеря на френския крал Луи VII, но се жени за Ирина, незаконна дъщеря на Андроник I Комнин. През 1182 г. е принуден да приеме за съимператор своя тъст Андроник I Комнин, който на следващата година заповядва да го удушат.

### Андроник I Комнин (1183 – 1185)
Младежките години на Андроник I Комнин, втория син на Исак Комнин, който е брат на император Йоан II Комнин са изпълнени с възходи и падения. Назначен е първоначално за наместник на Сърбия от братовчед си Мануил I Комнин, той скоро успява да си спечели лошо име поради скандални лични връзки и политически интриги и дори е хвърлен в затвора. Скоро след като успява да избяга в руското Галичко княжество, той е помилван през 1165 г., но поради нови простъпки спрямо императора е изпратен в почетно заточение като наместник на отдалечената провинция Киликия. Разгромен от селджукските турци, през 1166 г. той отново напуска Византия, скита из кръстоносните владения в Сирия и Палестина, като навсякъде си създава врагове. Накрая намира убежище при селджуките и известно време оглавява разбойническа дружина, с която тероризира граничните византийски селища. През 1177 г. решава да се предаде на императора и получава прошка, но не престава да крои заговори. Застанал начело на византийската опозиция срещу Мария дьо Поатие, регентка на малолетния Алексий II Комнин, през 1182 г. Андроник I настъпва със събрани в Мала Азия войски срещу Константинопол, като успява да влезе в столицата, където се провъзгласява за съимператор, екзекутира регентката и други представители на Комниновия род, а на следващата година сваля от престола и убива законния император.
Като едноличен владетел Андроник I Комнин (1183 – 1185) се опитва да ограничи настъпващата във Византия криза, заемайки се да изкорени злоупотребите на чиновниците и да гарантира свободите на селското население срещу произвола на аристокрацията. На недоволството сред византийския елит императорът отговаря с нечуван терор и така настройва столичните жители срещу себе си. Към вътрешните проблами на държавата се прибавя и външна заплаха – през 1185 г. норманите от Сицилия нахлуват на Балканския полуостров и разграбват Солун, като не крият намеренията си да продължат към Константинопол. Същата година във византийската столица избухва бунт. Андроник I е свален от престола и жестоко умъртвен, а императорската корона получава озовалият се случайно начело на вълненията Исак II Ангел. Със смъртта на Андроник I настъпва края на продължилото един век управление на Комнините в Константинопол.
Андроник I има първи законен брак с неизвестна жена, сестра на царя на Грузия Георгий III. През 1167 г. сключва втори брак с Теодора (*1145), вдовица на йерусалимския крал Балдуин III от която има две деца. През 1183 г. се жени за трети път за Агнес (1171 – 1240), дъщеря на френския крал Луи VII, от която няма деца. Първородният му син от първия брак Мануил Комнин (1145 – сл. 1185) се жени за Русудан, сестра на грузинската царица Тамара, която ражда двама синове Алексий I Велики Комнин и Давид Комнин, основатели на императорската линия на трапезундските Велики Комнини.

### Династия на Комнините във Византия
- Исак I Комнин (1057 – 1059)
- Алексий I Комнин (1081 – 1118)
- Йоан II Комнин (1118 – 1143)
- Мануил I Комнин (1143 – 1180)
- Алексий II Комнин (1180 – 1183)
- Андроник I Комнин (1183 – 1185)

## Императори на Трапезунд (1204 – 1463)
След превземането на Константинопол от кръстоносците през 1204 г. страничен клон на династията на Комнините, под името „Велики Комнини“ се установява в град Трапезунд и основават Трапезундската империя (1204 – 1461).

### Алексий I, Андроник I и Йоан I (1204 – 1238)
Началото на Великите Комнини поставят двамата синове на Мануил Комнин, Алексий I Велики Комнин (ок. 1182 – 1222) и Давид I Велики Комнин (ок. 1184 – 1212). След гибелта на баща им по време на метежа срещу Андроник I Комнин (1185) те намират убежище при грузинските си роднини. Рухването на византийското единство през 1204 г. позволява на двамата братя с помощта на грузински войски да завладеят град Трапезунд на южното крайбрежие на Черно море. За император на новосъздадената държава е провъзгласен Алексий I (1204 – 1222), нарекъл се „Велик Комнин“ – титла, която носят и неговите потомци. Давид I установява властта си в малоазиатската област Пафлагония и номинално е васал на своя брат. Той няма големи успехи в съперничеството си с Никейската империя – друга наследница на Византия в Мала Азия. Останал неженен, в края на живота си Давид I се оттегля в манастир под името Даниил и след смъртта му част от неговите пафлагонски владения преминават под властта на Никея.
Управлението на император Алексий I, положил основите на трапезундската държавност, също минава под знака на чести конфликти със съседите – Никея и селджуките, на които дори е принуден да плаща годишен данък. Неговата дъщеря се омъжва за Андроник I Гидос (1222 – 1235), който наследява своя тъст на престола. Алексий I има и двама синове: Йоан, известен с майчиното си име Аксух (†1238) и Мануил (†1263). Император Андроник I Гидос умира след кратко управление, без да остави потомство, и Йоан I Аксух е провъзгласен за владетел на Трапезунд (1235 – 1238). Единственият му син Йоаникий заема престола след неговата смърт през 1238 г. само за няколко месеца.

### Мануил I и Андроник II (1238 – 1267)
След смъртта на Йоаникий короната получава Мануил I (1238 – 1263), единственият останал жив представител на Великите Комнини. Способен владетел и пълководец, той има голяма заслуга за оцеляването на Трапезундската империя, атакувана и от никейските войски, и от новите нашественици в Мала Азия – монголите, пред които през 1243 г. императорът е принуден да положи васална клетва. Мануил I сключва три брака. Първите му две съпруги Анна Ксилалоя и Ирина Сирикина (†до 1253), произхождат от средите на местната аристокрация, а третата Русудан, е грузинска принцеса. От брака му с Анна се ражда Андроник II (1263 – 1267), наследил за кратко време баща си и умрял, без да остави потомство. Ирина става майка на управлявалите последователно Георги I и Йоан II, а Русудан – природената им сестра им Теодора.

### Георги I и Йоан II (1267 – 1297)
Император Георги I Велики Комнин (1267 – 1280) успява да си спечели врагове сред трапезундската аристокрация, опитвайки се да посегне на някои нейни привилегии. Противник е на идеята за присъединяването на неговата държава към възстановената през 1261 г. Византия, стреми се да запази своята независимост и спрямо монголските владетели на Персия. През 1280 г. той е свален от престола и затворен от монголите, а за император на Трапезунд е провъзгласен брат му Йоан II Велики Комнин. Георги успява да се освободи и се опитва да си върне изгубената власт, но през 1284 г. е пленен от своя брат и умира същата година. една от дъщерите му е омъжена за грузински аристократ, а друга – за Димитрий II, цар на Грузия.
През първите години от управлението си император Йоан II Велики Комнин (1280 – 1297) съсредоточава своите усилия в борбата срещу различни претенденти за престола: първо срещу брат си Георги, а след това и срещу сестра си Теодора, родена от третия брак на баща му. Успял да укрепи властта си, през 1282 г. той се сродява с византийските Палеолози, като взема за съпруга Евдокия (†1302), дъщеря на император Михаил III. има двама синове: Алексий II (1283 – 1330) и Михаил I (1285 – сл. 1355).

### Алексий II, Андроник III, Мануил II и Василий I (1297 – 1340)
Алексий II Велики Комнин (1297 – 1330) наследява короната твърде млад и за негов опекун е обявен вуйчо му, византийският василевс Андроник II Палеолог. Достигнал пълнолетие, той се стреми да укрепи сигурността на своите владения спрямо съседните държави, но не е в състояния да се противопостави на силното икономическо проникване на Венеция и Генуа в региона. Женен е за грузинската принцеса Джиаджак Джакели, от която има четири деца: По-голямата му дъщеря Евдокия е първата представителка на рода, омъжена за мюсюлмански владетел – Адил бег ибн Якуб, а по малката Анна Анахуту, остава в двора на баща си. Синовете му Андроник III (ок. 1310 – 1332) и Василий I (1315 – 1340) заемат последователно престола след смъртта му.
През 1332 г. Андроник III (1330 – 1332) умира преждевременно. С няколко месеца го надживява обявения за император единствен негов син Мануил II (1332). Короната получава Василий I (1332 – 1340), единственият брат на Андроник III. Той сключва брак с Ирина, незаконнородена дъщеря на византийския император Андроник III Палеолог. Баща е на Мария, съпруга на Фахредин Кутлуг бег; Теодора, омъжена за Хачи емир и Йоан, коронован по-късно за император под името Алексий III Велики Комнин.

### Ирина Палеологина, Анна, Йоан III, Михаил и Алексий III (1340 – 1390)
След смъртта на Василий I овдовялата императрица се опитва да управлява Трапезунд като самостоятелна владетелка (1340 – 1341). Отстранена е от сестрата на покойния си съпруг, Анна Анахуту, която на свой ред сяда на престола (1341 – 1342). Тя не успява да се задържи дълго начело на империята – първоначално я лишава от власт чичо ѝ Михаил I, по-малък брат на Алексий II (юли 1341). Само месец по-късно Анна Анахуту успява да го прогони, но не задълго. През 1342 г. Йоан III, син на Михаил I, я премахва и се провъзгласява за император (1342 – 1344). Междувременно от Константинопол се завръща намерилият там убежище единствен син на Василий I и Ирина Палеологина, който през 1349 г. заставя Михаил I да абдикира и е обявен за император под името Алексий III Велики Комнин (1349 – 1390). За да укрепи своето положение, той се стреми да поддържа приятелски отношения със съседните страни. През 1367 г. Алексий III се оказва в конфликт с Венеция, отказвайки да потвърди нови търговски привилегии за могъщата република. Успява да отблъсне една военна експедиция на венецианците, целяща да го отстрани от власт, но накрая трябва да отстъпи пред всички техни искания (1376). Има няколко деца от съпругата си Теодора Кантакузина: Анна, съпруга на грузинския цар Баграт V; Евдокия, втора съпруга на византийския император Йоан V Палеолог (според други източници – на Константин Деян); рано починалия Василий и следващия император Мануил III (1364 – 1417).

### Мануил III и Алексий IV (1390 – 1429)
Управлението на Мануил III Велики Комнин (1390 – 1417) преминава под знака на постоянна опасност от външни нашествия. За да осигури границите си срещу непрестанно засилващата се османска държава императорът застава на страната на нейния враг, монголския владетел Тимур. След разгрома на турците при Анкара (1402) Тимур налага годишен данък на Трапезунд, но не го лишава от неговата самостоятелност. Мануил III сключва два брака: с грузинската принцеса Гюлхан (Евдокия), дъщеря на цар Давид IX, и с византийската аристократка Анна Филантропина. Има един син Василий, наследил го под името Алексий IV (1382 – 1447).
В началото на управлението си новият император губи една война с Генуа, което укрепва позициите на тази република в Южното Черноморие. Въпреки опитите му да поддържа добри отношения с влиятелните държави в региона, могъществото на Трапезунд започва да клони към залез. от брака си с Теодора Кантакузина Алексий IV има шест деца: Мария, трета съпруга на византийския император Йоан VIII Палеолог, други две, с неизвестни имена, се омъжват за Али бей, хан на Ак Коюнлу, и за сръбския деспот Джурадж Бранкович; Александър, най-малкият от синовете на Алексий IV, се жени за Мария, дъщеря на лесбоския владетел Дорино I Гатилузио. По-големите синове на императора са Йоан IV Велики Комнин (1404 – 1460) и Давид II Велики Комнин (ок. 1408 – 1463).

### Йоан IV, Давид II и Алексий V (1429 – 1463)
През 1429 г. първородният син на Алексий IV организира заговор срещу него, убива го и заема престола под името Йоан IV Велики Комнин (1429 – 1458). По негово време Трапезунд е подложен на постоянни атаки от страна на съседни тюркски племена, като и на Османската империя. След падането на Константинопол (1453) турските войски предприемат решителна атака на изток по суша и море и принуждават Йоан IV да се признае за техен васал. Първата съпруга на императора е дъщеря на грузинския цар Александър, а втората – дъщеря на тюркски племенен вожд. Има син Алексий (1424 – 1463) и две дъщери: едната дава за съпруга на грузинския княз Георгий, а другата Теодора Комнина (Деспина Хатун), омъжва за Узун Хасан, хан на ак Коюнлу, за да спечели помощта му срещу османците.
След смъртта на Йоан IV престола заема по-малкия му брат Давид II Велики Комнин (1459 – 1461), известен с връзките си с османците. През 1461 г. отношенията им се влошават и Трапезунд е обсаден по суша и вода. След превземането на града императорът е пленен и впоследствие екзекутиран в Константинопол (1463). Негова първа съпруга е Мария, вероятно сестра на Йоан, принц на Кримска Готия, а след смъртта ѝ той се жени за Елена, дъщера на Димитър I Кантакузин. Дъщерята на Давид II, Анна, е дадена в харема на Заган паша, османски намесник в Македония, а шестима от седемте му синове са екзекутирани заедно с него.
Последните опити на трапезундското население да защити своята независимост се свързват с името на Алексий V (1462 – 1463), син на император Йоан IV. Той за кратко време успява да отхвърли осмонската власт, но усилията му са обречени на неуспех и през 1463 г. окончателно е сложен край на държавната самостоятелност на Трапезунд.

### Династия на Великите Комнини в Трапезунд
- 1204 – 1222 Алексий I Велики Комнин (ок. 1182 – 1.2.1222), син на Мануил Комнин
- 1222 – 1235 Андроник I Гидос (†1235), зет на Алексий I Велики Комнин
- 1235 – 1238 Йоан I Аксух (†1238), син на Алексий I Велики Комнин
- 1238 – 1263 Мануил I (1218 – март 1263), син на Алексий I Велики Комнин
- 1263 – 1267 Андроник II (1240 – 1266), син на Мануил I
- 1267 – 1280 Георги I Велики Комнин (1255 – 1284), син на Мануил I
- 1280 – 1297 Йоан II Велики Комнин (1262/63 – 16.8.1297), син на Мануил I
- 1297 – 1330 Алексий II Велики Комнин (август 1283 – 3.5.1330), син на Йоан II Велики Комнин
- 1330 – 1332 Андроник III Велики Комнин (ок. 1310 – 8.1.1332), син на Алексий II Велики Комнин
- 1332 Мануил II (1323/24 – 13/21.2.1333), син на Андроник III Велики Комнин
- 1332 – 1340 Василий I Велики Комнин (1315 – 6.4.1340), син на Алексий II Велики Комнин
- 1340 – 1341 Ирина Палеологина (ок. 1315 – август 1341), съпруга на Василий I Велики Комнин
- 1341 – 1342 Анна Велика Комнина (ок. 1312 – 3.9.1342), дъщеря на Алексий II Велики Комнин
- 1342 – 1344 Йоан III Велики Комнин (? – март 1362), син на Михаил I Велики Комнин
- 1344 – 1349 Михаил I Велики Комнин (1285 – сл. 1355), съимператор (1341 – 1342), син на Йоан II Велики Комнин
- 1349 – 1390 Алексий III Велики Комнин (5.10.1338 – 20.3.1390), син на Василий I Велики Комнин
- 1390 – 1417 Мануил III Велики Комнин (16.12.1364 – 5.3.1417), син на Алексий III Велики Комнин
- 1417 – 1429 Алексий IV Велики Комнин (1382 – 1447), син на Мануил III Велики Комнин
- 1429 – 1458 Йоан IV Велики Комнин (1404 – април 1460), син на Алексий IV Велики Комнин
- 1459 – 1461 Давид II Велики Комнин (ок. 1408 – 1.11.1463), син на Алексий IV Велики Комнин
- 1462 – 1463 Алексий V Велики Комнин (1424 – 1.11.1463), син на Йоан IV Велики Комнин.[4]

## Комниновото пророчество
В двора на Мануил I Комнин е популярно пророчество, според което първите букви на династията са съставени от гръцката дума αιμα, която семантично значела „кръв“.